# Конституционный суд Республики Косово
Конституционный суд Республики Косово (алб. Gjykata Kushtetuese e Kosovës, серб. Уставни суд Косова) — орган конституционного контроля, последняя инстанция в Республике Косово для толкования Конституции Косово и совместимости законов с последней.
Конституционный суд состоит из девяти судей, назначаемых Президентом Республики по предложению Ассамблеи Косово.

## История
До 2009 года конституционный надзор в Косово либо отсутствовал, либо осуществлялся другими судами. По конституции 1974 года конституционная палата Верховного суда была наделена полномочиями проверять законодательные акты на предмет их соответствия вышестоящему закону. Конституция Республики Косово от 1990 года предусматривала Конституционный суд, однако сербский контроль над регионом не позволял создать данную инстанцию.
Во время международного управления МООНК Конституционные рамки 2001 года предусматривали создание «Специальной палаты Верховного суда» для проверки конституционности законодательных актов. Но высшая власть, как и сама политическая воля, принадлежала назначенной ООН администрации Косово.
Нынешний Конституционный суд был создан в соответствии с конституцией 2008 года, которая вступила в силу через несколько месяцев после провозглашения независимости Республики Косово. Суд заслушал свои первые дела в 2009 году.

## Известные решения
В 2010 году суд обязал муниципалитет Призрена изменить свой герб на более многонациональный.
Суд дважды смещал президента Республики Косово.